# Angaïs
Angaïs é uma comuna francesa na região administrativa da Nova Aquitânia, no departamento dos Pirenéus Atlânticos. Estende-se por uma área de 5,94 km². Em 2010 a comuna tinha 919 habitantes (densidade: 154,7 hab./km²).